# Lachtal

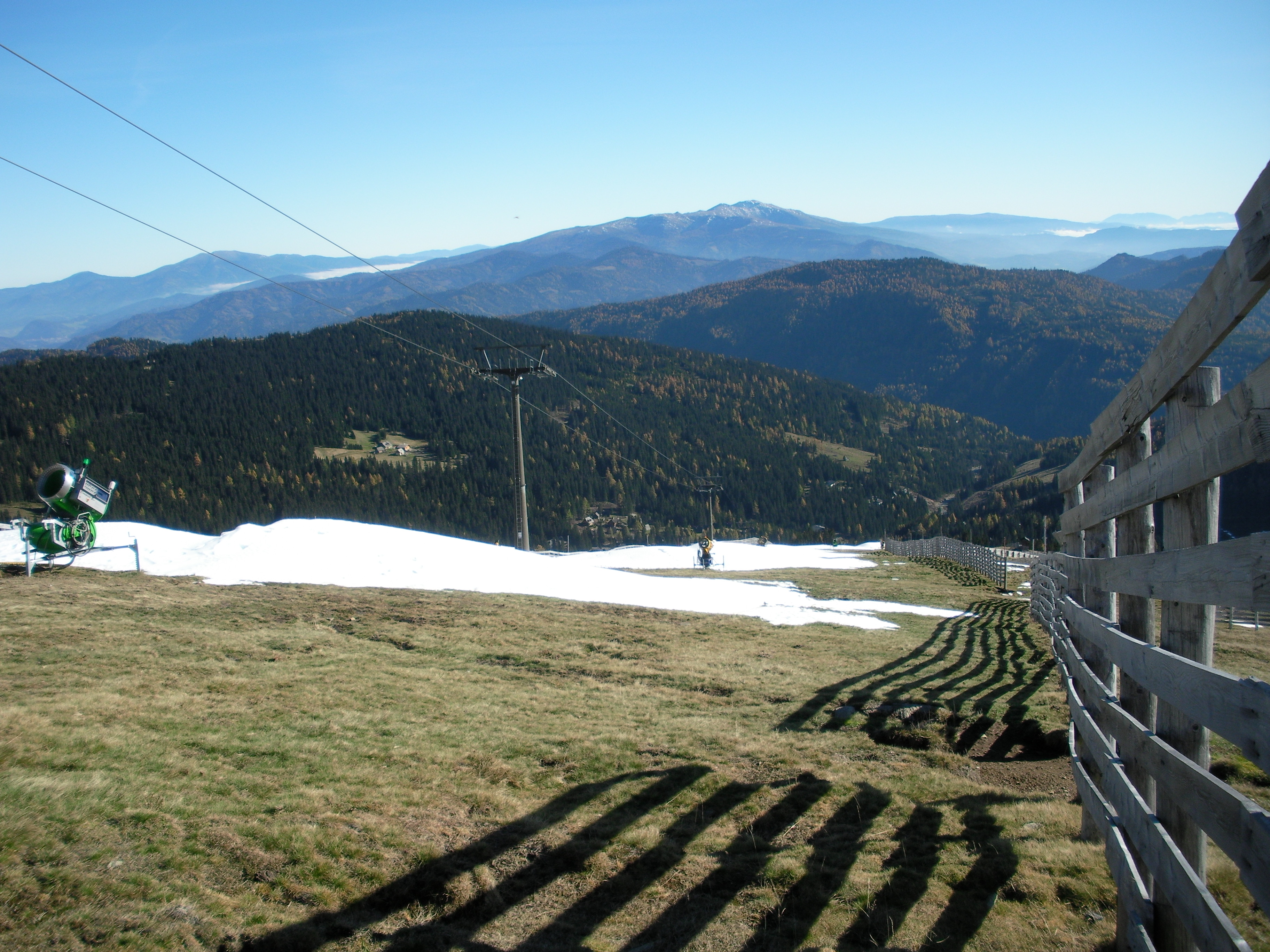
Skilift und Schneekanonen im Lachtal

Das Lachtal ist ein kurzes Tal in den Niederen Tauern im Gebiet der steirischen Stadtgemeinde Oberwölz (Bezirk Murau). Es ist ein regional bedeutendes Wintersportgebiet.

## Geografie
Das Lachtal liegt im Südosten der Wölzer Tauern, einer Untergruppe der Niederen Tauern. Es erstreckt sich über rund zwei Kilometer in Nord-Süd-Richtung. Der abfließende Lachtalbach setzt sich hieruaf als Gföllbach Richtung Osten im engen Gföllgraben fort. Die etwas weitere Talung hingegen setzt sich nach Süden mit dem Schönbergbach über rund sieben Kilometer fort und endet im Tal des Wölzerbachs zwischen den Orten Oberwölz und Scheifling. Beide Bäche entwässern in die Mur.
Am nördlichen Talschluss befindet sich auf 1580 m ü. A. die Wochenendhaus-Siedlung Lachtal, das restliche Talgebiet weist vorwiegend Einzel- und Streusiedlungen auf. Das Gebiet bildet die Katastralgemeinde Schönberg und gehörte bis 2014 zur danach aufgelösten Gemeinde Schönberg-Lachtal. Erreichbar bzw. erschlossen ist die Gegend mittels Landesstraßen zweiter Ordnung (Landesstraßen L).

## Sport und Fremdenverkehr

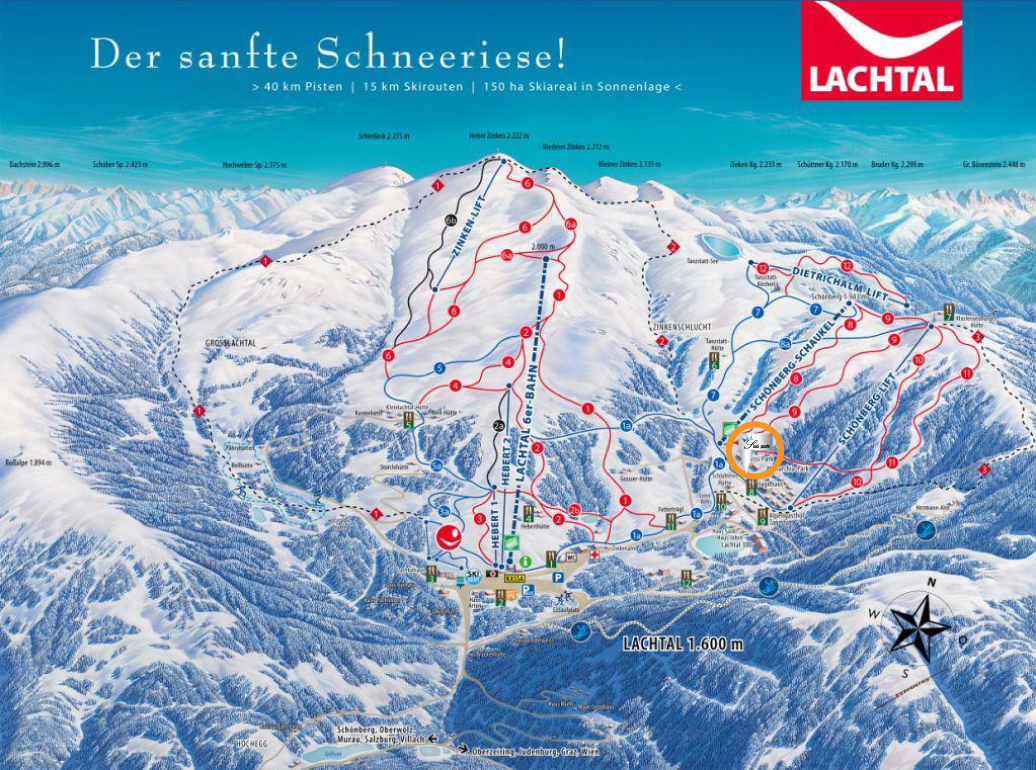

Das Lachtal wird besonders für den Wintersport touristisch beworben. Das seit 1960 bestehende Skigebiet befindet sich auf 1.600–2.220 m Seehöhe und ist derzeit auf rund 150 Hektar mit zwei Sechser-Sesselbahnen und acht Schleppliften (darunter einem Kinderlift) erschlossen. Es bietet 25 km Pisten für alle Schwierigkeitsgrade und 10 km Schirouten. Neben dem Skifahren sind Langlaufen, Schneeschuh-Wandern, Snowboarden sowie Freestyle und Freeride möglich. Zudem gibt es eine beleuchtete Rodelbahn.
Für die Sommersaison wird das Lachtal und seine Umgebung als Wandergebiet angepriesen.

## Persönlichkeiten
- Nicole Schmidhofer, Schirennläuferin